# Eburostola
Eburostola is een kevergeslacht uit de familie van de boktorren (Cerambycidae). De wetenschappelijke naam van het geslacht werd voor het eerst geldig gepubliceerd in 1960 door Tippmann.

## Soorten
Eburostola is monotypisch en omvat slechts de volgende soort:
- Eburostola amazonica (Tippmann, 1960)